# Le Fantôme d'à côté
Le Fantôme d'à côté (The Ghost Next Door) est un roman fantastique et horrifique américain pour la jeunesse de la collection de livres Chair de poule écrite par R. L. Stine.
Dans la collection française éditée par Bayard Poche, ce livre est le  16e de la série, paru le 12 avril 1996. Il est traduit de l'américain par Marie-Hélène Delval et a 101 pages. Dans l'édition originale américaine, ce livre de 22 chapitres est le dixième de la série et a été édité en août 1993. 
Ce roman a, par la suite, été adapté en épisode pour la série télévisée éponyme Chair de poule.

## Résumé de l'histoire
Anna est chez elle pendant toutes ses vacances d'été. Qu'elles lui paraissent longues ! Toutes ses amies sont parties en vacances, et pas elle. En se préparant à aller faire un tour à vélo, elle découvre un jour que la maison à côté de la sienne est habitée - maison qu'elle a toujours vu vide, étant donné qu'elle allait jouer autour avec ses deux petits frères, des pestes. Un certain Dany y habite avec sa mère. Il a le même âge qu'Anna. Mais alors, pourquoi ne l'a-t-elle jamais vu ? Pourquoi n'ont-ils aucun ami commun alors qu'ils sont au même collège, et qu'ils vivent ici depuis des années ? Comment se fait-il qu'Anna ne l'ai jamais vu, ni sa mère, auparavant ? Anna fait son enquête, et arrive bientôt à la conclusion que Dany est un fantôme… Depuis qu'elle a fait sa connaissance, une ombre la poursuit, répétant : « Anna… Éloigne-toi de Dany ! » ; et à chaque fois qu'elle échappe à cette ombre, Dany est là, à côté d'elle. Anna croit avoir tout vu, mais le pire est encore à venir.

## L'illustration française
L'illustration de la couverture représente l'ombre noire qui poursuit Anna, en forme de flamme qui fait brûler des rideaux. Cette image est en lien avec le scénario du livre.

## Sous-titre
Le sous-titre français du livre est : Mystérieux voisins.

## Personnages
- Anna  Dunoy (Hannah Fairchild dans l'adaptation télévisée de la série canadienne Chair de poule ), 12 ans, héroïne et sœur de Thomas et de Teddy. Cheveux blonds et courts
- Dany Anderson, 12 ans, le voisin des Dunoy, rouquin
- Thomas Dunoy, un des jumeaux
- Teddy Dunoy, un des jumeaux
- L'ombre noire
- Monsieur Chesnay, le facteur
- Alain et Fred, les deux amis de Dany
- La mère de Dany Mme Anderson
- Madame Quentin, une autre voisine
- Monsieur Harper, le marchand de glaces

## Adaptation télévisée
Ce livre a bénéficié d'une adaptation télévisée en deux parties dans la série télévisée Chair de poule. 

### Numérotation et titre
Les épisodes sont les 69e et 70e de la série, et les 3e et 4e de la dernière saison. Ils ont été diffusés pour la première fois aux États-Unis le 28 septembre 1998 et en France les 28 et 29 décembre 1998.
Les titres originaux de l'épisode sont exactement le même que celui du livre, tout comme les titres français. 

### Différences roman / épisodes
Bien que le scénario soit le même, il existe des différences par rapport au livre :
- Les scènes ne sont pas tout à fait les mêmes.
- Dans l'épisode télévisé, c’est Anna qui est rouquine et Dany qui est blond[3].
- Dany a emménagé depuis peu dans l'épisode alors qu'il habite la maison d'à côté depuis plus longtemps dans le livre.
- Le fantôme est mort il y a trois ans dans l'épisode, cinq ans dans le livre.
- La famille d’Anna, contrairement au livre, n’apparaît qu’à la fin de l'épisode.
- Monsieur Chesnay n'est pas colérique dans l'adaptation télévisuelle.
- Anna est dans l'épisode une pianiste, ce n'est pas le cas dans le livre, mais cela a de l'importance pour la scène finale.
- Certains personnages secondaires (Madame Quentin et Monsieur Harper) n’apparaissent pas dans l'épisode.

## Commentaires
- Le personnage de l'Ombre noire est l'un des plus effrayants de la série, du moins avant qu'Anna ne découvre la vérité.
- Contrairement aux autres livres de la série, le problème principal est complètement réglé à la fin. Cependant la fin du livre est l'une des plus émouvantes de la collection[1].

## Voire aussi